# Storia della Marina Militare italiana

Stemma della Marina Militare.

La voce tratta della storia della Marina Militare dalle origini ad oggi.

## Storia della Marina Militare

### Le origini
La Marina italiana nacque con la denominazione di "Regia Marina" il 17 marzo 1861, a seguito della proclamazione del Regno d'Italia da parte del Parlamento di Torino. Dal 1946 in seguito alla proclamazione della Repubblica ha assunto la nuova denominazione di Marina Militare.

### La Marina dopo la seconda guerra mondiale
Alla fine della seconda guerra mondiale, l'Italia si presentava come una Nazione devastata da 5 anni di guerra, ma la svolta che si ebbe con l'armistizio dell'8 settembre 1943, con la flotta italiana che fu portata a Malta dall'ammiraglio Romeo Oliva, e con il successivo accordo di cooperazione siglato a Taranto il 23 settembre 1943, permisero alla Marina di avviare un lungo e complesso processo di ricostruzione. Nonostante l'importante contributo delle forze navali italiane durante il periodo di cobelligeranza, la Marina versava in condizioni drammatiche, con le infrastrutture e le installazioni in gran parte inutilizzabili, e con i porti minati o ingombri di relitti affondati. Le unità navali disponibili erano comunque in numero sufficiente, ma in uno stato di efficienza che risentiva del conflitto bellico e dell'anzianità di servizio:
- 5 corazzate: Andrea Doria (nave ammiraglia), Duilio, Giulio Cesare, Italia (già Littorio) e Vittorio Veneto;
- 9 incrociatori leggeri, tra le quali 3 moderne unità della classe Capitani Romani: Attilio Regolo, Scipione Africano e Pompeo Magno;
- 11 cacciatorpediniere, tra le quali 7 unità della classe Soldati;
- 22 unità di scorta;
- 19 corvette;
- 44 unità veloci costiere suddivise tra motosiluranti e vedette antisommergibili;
- 50 dragamine, tra le quali molte unità di provenienza inglese;
- 16 motozattere da sbarco;
- 2 navi scuola: Amerigo Vespucci e Cristoforo Colombo;
- 1 nave appoggio e trasporto aerei: Giuseppe Miraglia;
- Sommergibili: vari battelli;
- Piattaforme.

In un periodo di notevoli difficoltà finanziarie, l'ammiraglio Raffaele De Courten, primo Capo di Stato Maggiore del dopoguerra, si adoperò per la riorganizzazione generale della futura struttura dello strumento navale, nonché per la ripresa delle attività di addestramento dell'Accademia Navale e delle Scuole Sottufficiali.

### Il trattato di pace

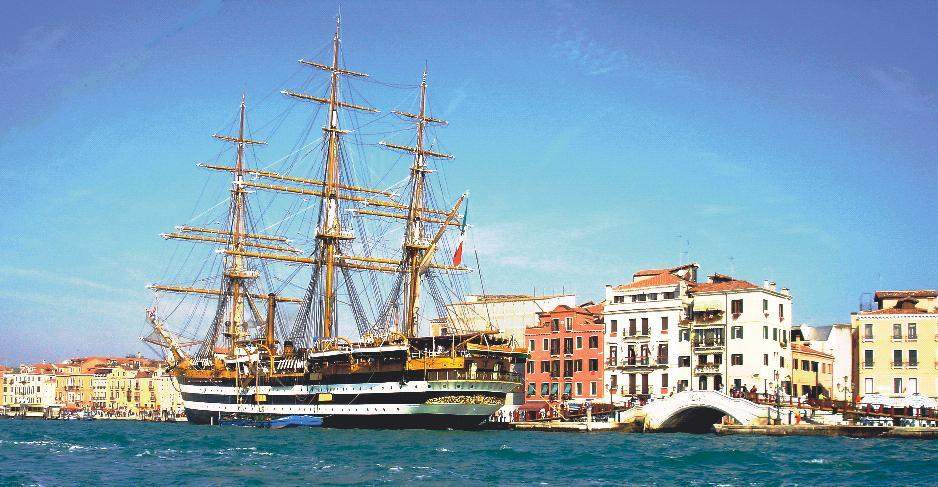
L'Amerigo Vespucci nel Bacino di San Marco a Venezia

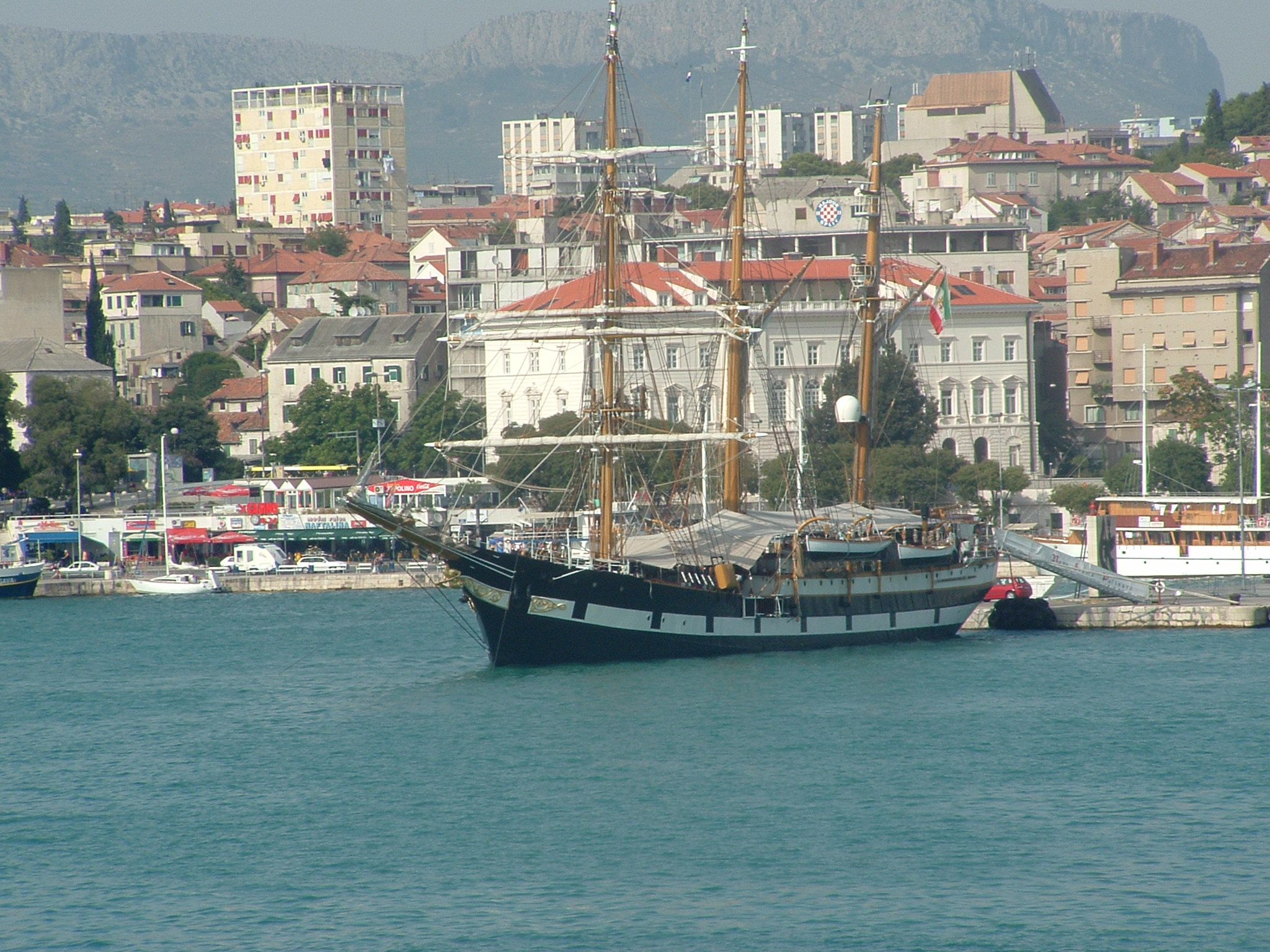
Il Palinuro a Spalato il 30 luglio 2005

Il Trattato di pace firmato il 10 febbraio 1947 a Parigi, si rivelò tuttavia particolarmente gravoso per la Marina.
Oltre alle cessioni territoriali e materiali, furono imposte anche restrizioni di carattere militare:
- Divieto di possedere, costruire o sperimentare armi atomiche, proiettili ad autopropulsione con i relativi dispositivi di lancio, cannoni con gittate superiori ai 30 km, mine e siluri provvisti di congegni di attivazione ad influenza.
- Divieto di costruire, acquistare o sostituire navi da guerra, sperimentare unità portaerei, naviglio subacqueo, motosiluranti e mezzi d'assalto di qualsiasi tipo.
- Divieto di mettere in opera installazioni militari nelle isole di Pantelleria, di Pianosa e nell'arcipelago delle Pelagie.

Il trattato impegnava inoltre l'Italia a mettere a disposizione delle nazioni vincitrici Stati Uniti, Unione Sovietica, Gran Bretagna, Francia, Jugoslavia, Albania e Grecia le seguenti unità navali in conto riparazioni:
- 3 corazzate: Giulio Cesare, Italia (già Littorio) e Vittorio Veneto;
- 5 incrociatori ed esploratori: Emanuele Filiberto Duca d'Aosta, Attilio Regolo, Scipione Africano, Eugenio di Savoia ed Eritrea;
- 7 cacciatorpediniere, di cui 5 unità classe Soldati, più l'Augusto Riboty e l'Alfredo Oriani;
- 6 torpediniere appartenenti a varie classi, tra le quali Aliseo e Fortunale;
- Sommergibili: 8 battelli, di cui 3 appartenenti alla Classe Acciaio;
- 1 nave scuola: Cristoforo Colombo.

Infine il totale del naviglio militare dislocato, fatta eccezione per le navi da guerra, non doveva superare le 67 500 tonnellate, mentre il personale effettivo non poteva superare le 25 000 unità.
La firma del trattato di pace, costituì un duro colpo per l'appena costituita Marina Militare, non tanto per la cessione di naviglio in condizioni di efficienza precarie, quanto per i significati morali negativi che essa racchiudeva, al punto da far emergere dubbi sull'opportunità o meno di ratificare il Trattato o addirittura di auto-affondare le navi, tanto che l'ammiraglio Raffaele De Courten rassegnò le dimissioni prima della ratifica dello stesso.

### La flotta alla fine degli anni quaranta
Fortunatamente, i grossi mutamenti in atto nella situazione politica internazionale, convinsero Gran Bretagna e Stati Uniti a rinunciare alle loro aliquote di naviglio, imitati in piccola parte anche dalla Francia. L'Unione Sovietica pretese la consegna di gran parte delle unità ad essa attribuite, ad eccezione del cacciatorpediniere Riboty e di alcune motosiluranti e rimorchiatori completamente inefficienti.
Gli incrociatori Attilio Regolo e Scipione Africano ceduti alla Francia furono ribattezzati Chateaurenault e Guichen, mentre l'Eugenio di Savoia nella marina greca fu ribattezzato Helli. Alla fine fu possibile reincorporare nell'Arma solo una piccola parte del naviglio non trasferito e non demolito.
In base al trattato alla Marina Militare rimanevano:
- le due vecchie corazzate Doria e Duilio in discrete condizioni generali, ma ormai obsolete;
- I quattro incrociatori, tutti della Classe Condottieri, di cui i due Abruzzi ed il Montecuccoli in buone condizioni, mentre il Cadorna, ormai obsoleto, fu subito declassato a pontone scuola e radiato nel 1951;
- quattro cacciatorpediniere, tra cui il Nicoloso da Recco in mediocri condizioni e posto quasi subito in disarmo;
- trentasei fra torpediniere e corvette, fra cui le unità della Classe Gabbiano, dotate di buone caratteristiche generali.

Vi erano poi unità minori come vedette antisom, dragamine, posamine e navi ausiliarie e d'uso locale. Di tutte queste unità, l'unica ancora oggi in servizio è la nave scuola Amerigo Vespucci. Una minima parte delle unità non trasferite per la rinuncia degli assegnatari fu incorporata nella Marina Militare, mentre il naviglio in peggiori condizioni e tutto quello appartenente alle categorie vietate dal Trattato fu demolito. Gran Bretagna e Stati Uniti rinunciarono alla consegna delle corazzate Italia e Vittorio Veneto, ma i tentativi di mantenerle in servizio fallirono e dopo l'imposizione, su richiesta sovietica, del taglio dei cannoni da 381mm le due unità furono smantellate definitivamente nei primi anni cinquanta all'Arsenale della Spezia.
Delle unità entrate a far parte della Marina Militare, le due navi da battaglia risalenti alla prima guerra mondiale, e trasformate e ammodernate negli anni trenta furono impiegate prevalentemente per compiti addestrativi e furono radiate nel 1956. La decisione di non radiare immediatamente questa vecchie, inefficienti e inefficaci unità appare oggi incomprensibile, legata forse solo all'esistenza, dentro la marina, di un gruppo di pressione retrogrado, che vedeva ancora nelle corazzate unità di prestigio tali da differenziare una grande flotta da una piccola flotta; furono invece, anche solo come costi di mantenimento, una palla al piede per la flotta. Degli incrociatori, il Garibaldi sarebbe stato posto in disarmo nel 1953 per essere successivamente ricostruito tra il 1957 e il 1961 come incrociatore lanciamissili, il Duca degli Abruzzi a metà del 1947 iniziò un ciclo di lavori, che videro l'installazione del radar di scoperta aerea SK 42 di provenienza britannica e l'introduzione di alcune modifiche minori all'armamento, mentre il Montecuccoli dal 1949 sino alla radiazione, avvenuta nel 1964, fu impiegato nell'attività addestrativa per gli allievi del secondo anno dell'Accademia Navale di Livorno. Dopo la messa in disarmo e la ricostruzione del Garibaldi come unità lanciamissili e con il Montecuccoli impegnato nell'attività di nave scuola, il Duca degli Abruzzi rimase a lungo l'unico incrociatore della Marina Militare a svolgere attività di squadra.
Dei cacciatorpediniere, il Grecale, che faceva parte della Classe Maestrale, fu nel dopoguerra la prima unità ad essere ammodernata presso l'Arsenale della Spezia così come degli ammodernamenti furono fatti sui cacciatorpediniere della Classe Soldati Carabiniere e Granatiere, che verranno impiegati con il Grecale in vari compiti addestrativi e di squadra.
Delle torpediniere superstiti, una metà apparteneva alla Classe Spica. Le ex Spica furono impiegate come fregate antisommergibile, così come le due torpediniere della classe Orsa. Le corvette Classe Gabbiano, le quali prestarono servizio per lunghi anni dopo la fine delle ostilità, furono dotate di apparecchiature elettroniche relativamente moderne.
Alcune unità, scampate in qualche modo alle clausole del Trattato di Pace e risultate recuperabili malgrado fossero state sabotate dai tedeschi, furono momentaneamente accantonate in attesa di maggiori disponibilità finanziarie necessarie per il loro ammodernamento.
Per i sommergibili, i due battelli Vortice e Giada, non essendo stati ritirati dai francesi, erano rimasti a Taranto destinati alla demolizione e, radiati ufficialmente il 1º febbraio 1948, furono riclassificati pontoni veloci per la ricarica delle batterie ed ufficialmente impiegati per produrre energia elettrica con le loro dinamo, evitando così la demolizione. Il Giada e il Vortice furono ribattezzati rispettivamente PV 1 e PV 2. I due battelli, nella massima segretezza, uscivano in mare durante le ore notturne con opportuni camuffamenti, come sovrastrutture posticce che venivano furtivamente sbarcate dopo l'uscita dal canale navigabile di Taranto, effettuando immersioni, emersioni e brevi crociere che consentirono di formare i primi nuclei di sommergibilisti, oltre che a fare esercitare le unità antisommergibile.
Risalgono alla fine degli anni quaranta i primi contributi alleati, sotto forma di cessione di diversi esemplari di naviglio minore quali dragamine e motosiluranti.

### L'adesione alla NATO
La crescente attenzione rivolta dall'Unione Sovietica verso i paesi del mar Mediterraneo, ed i conseguenti tentativi da parte degli Stati Uniti di contrastare l'aumento dell'influenza sovietica nell'area, trasformò i mari italiani in uno dei principali luoghi di confronto tra le grandi potenze internazionali, contribuendo alla riaffermazione dell'importanza dell'Italia e dei suoi porti, grazie alla loro posizione geografica strategica.
Con il nuovo governo eletto nel 1948, il Ministero della Difesa fu affidato a Randolfo Pacciardi, esponente politico che mise la sua esperienza militare al servizio del processo di ammodernamento delle forze armate. In pieno Piano Marshall, e in un contesto in cui l'Europa si accingeva alla divisione secondo due schieramenti contrapposti, l'Italia cominciò ad intavolare colloqui con gli USA, mirati all'ottenimento di adeguate garanzie di sicurezza. D'altro canto il governo di Washington, fortemente interessato a mantenere le proprie basi nella penisola, allentò i vincoli del Trattato di pace, inserendo l'Italia nel programma di aiuti militari MDAP (acronimo di Mutual Defense Assistance Programme).
Il 4 aprile 1949, l'Italia sottoscrisse il Trattato del Nord Atlantico, ribadendo la sua impossibilità a contribuire attivamente all'interno dell'organizzazione e questo portò diplomaticamente, sul finire del 1951, alla revoca definitiva dei vincoli del trattato di pace con il consenso di tutte le nazioni occidentali.

### Il potenziamento della flotta
Con l'adesione alla NATO, alla Marina fu assegnato il controllo del mare Adriatico e del canale d'Otranto, nonché la difesa delle linee di comunicazione marittime nel mar Tirreno. Per assolvere a questi compiti, fu realizzato già nel novembre del 1949 uno "Studio sul potenziamento della Marina italiana in relazione al Patto Atlantico", con il quale si individuavano le strutture e le modalità di potenziamento della Marina Militare stessa.
La soluzione prospettata, richiese uno sforzo economico non indifferente, mirato alla ricostruzione e trasformazione del naviglio sopravvissuto al conflitto; fu decisa inoltre la fornitura da parte degli Stati Uniti del rimanente naviglio per il raggiungimento del complesso di forze necessario.
Il programma tuttavia procedette con estrema lentezza, sia per i problemi economici dell'Italia determinati dalla ricostruzione del dopoguerra, sia per gli ostacoli posti da alcuni governi europei, titubanti di fronte alla prospettiva di
vedere risorgere la marina italiana.

#### La flotta degli anni cinquanta
Nel quadro del programma di un programma di potenziamento navale avviato nel 1950 e del programma di aiuti militari MDAP all'inizio del 1951 giunsero dagli Stati Uniti due cacciatorpediniere classe Benson che furono ribattezzati Aviere e Artigliere e benché risalissero ai primi anni quaranta, contribuirono con il loro armamento a potenziare la componente artiglieresca delle forze navali di superficie della Marina Militare Italiana incrementandone al tempo stesso le capacità antiaeree. Insieme alle armi, anche le nuove apparecchiature elettroniche per la direzione del tiro e la sorveglianza aeronavale rappresentarono il punto di partenza per l'addestramento del personale su sistemi di nuova generazione che sarebbero stati adottati successivamente in maniera più diffusa e generalizzata. Contemporaneamente arrivarono dagli Stati Uniti altre tre unità di scorta che utilizzate come fregate costituirono la Classe Aldebaran e furono proficuamente utilizzate per l'attività di Squadra fornendo un valido contributo per la progettazione delle successive unità di scorta di costruzione nazionale.
Il 25 luglio 1951 la Marina Militare ricevette dalla U.S. Navy sei LCS(L)(3) (Landing Craft Support Large Mark 3), convertiti nel 1949 in LSSL (Landing Ship Support Large), cannoniere impiegate per l'appoggio delle forze da sbarco, che per questa ragione erano dotate di un nutrito armamento antiaereo, con un cannone da 76/50mm utile anche nel tiro controcosta; queste unità che nella Marina Militare costituirono la Classe Alano furono ribattezzate Alano, Bracco, Mastino, Molosso, Segugio e Spinone furono classificate cannoniere d'appoggio e l'armamento, in conseguenza dello sbarco del pezzo da 76mm, subì un potenziamento nel contrasto antiaereo e nonostante fossero state contraddistinte con distintivi ottici NATO tipici delle forze da sbarco, furono utilizzate esclusivamente in operazioni di vigilanza pesca e pattugliamento costiero.

La cannoniera Bracco, tra le unità cedute dagli USA

Furono avviati nel 1950 i lavori di ricostruzione/trasformazione di due incrociatori leggeri della Classe Capitani Romani, il Pompeo Magno e il Giulio Germanico che fu recuperato nel Cantiere di Castellammare di Stabia dopo essere stato auto-affondato dai tedeschi. Le due unità trasformate in cacciatorpediniere conduttori furono ribattezzate rispettivamente San Giorgio (D 562) e San Marco (D 563) entrando in servizio tra il 1955 e il 1956.
Venute meno le clausole del trattato di pace che vietavano all'Italia il possesso di sommergibili, e con l'ingresso dell'Italia nella NATO, nell'ambito del programma di potenziamento navale avviato nel 1950 fu anche avviata la ricostituzione della componente subacquea, con il recupero e la messa in servizio dei sommergibili Giada e Vortice che ripresero i loro nomi. Questi due sommergibili, affiancati da due sommergibili della classe Gato ceduti dagli Stati Uniti, costituirono il primo nucleo della forza subacquea della Marina Militare. Furono proprio i sommergibilisti che si erano formati semi-clandestinamente sul Giada e sul Vortice a prendere in consegna i sommergibili della che ribattezzati Enrico Tazzoli e Leonardo Da Vinci, furono i primi due battelli di una serie ceduta dalla US Navy alla Marina Militare nell'ambito del programma di assistenza militare e che, per qualche decennio ne costituirono la forza subacquea. Questi battelli prima di essere ceduti furono aggiornati agli standard GUPPY I B (Greater Underwater Propulsive Power), un programma di aggiornamento della flotta subacquea americana basato sulle invenzioni tedesche della parte finale del secondo conflitto mondiale.
Altre navi fornite dagli Stati Uniti alcune unità di appoggio per il Battaglione San Marco, ricostituito ed inquadrato in un reggimento Lagunari interforza.
L'intenzione della Marina di costituire reparti di volo autonomi furono invece vanificati sul nascere dall'opposizione dell'Aeronautica Militare, le cui tesi, dopo un lungo contenzioso, finirono nel 1953 col prevalere ed i dissensi tra le due forze armate furono alla fine risolti con una legge ad hoc che permise l'impiego, presso i Gruppi di volo ASW dell'Aeronautica, di equipaggi misti con personale al 50% della Marina.
Nel 1954 intanto veniva costituito a Varignano, una frazione di Portovenere, presso La Spezia il Gruppo Arditi Incursori erede della Xª Flottiglia MAS, che a partire dal 1960 avrebbe assunto la denominazione COMSUBIN.
Dal 1953 al 1954, col programma M.D.P.A., furono consegnati alla Marina Militare 17 dragamine di nuova costruzione e realizzati negli Stati Uniti della serie AMS (Motor Minesweeper) classificati nel 1955 dalla U.S. Navy MSC (Minesweeper Coastal), con scafo in legno e leghe amagnetiche, erano dotati di apparecchiature per il dragaggio acustico, magnetico e meccanico, che costituirono la serie “Abete”, mentre altre 19 unità analoghe costruite in Italia costituirono le serie Agave e Bambù
Tra il 1956 ed il 1957, sempre nell'ambito del programma M.D.P.A., furono trasferiti alla Marina Militare quattro M.S.O. (Minesweeper Ocean), unità di nuova costruzione realizzati negli Stati Uniti: Il 23 febbraio 1956 gli MSO 506 e MSO 507, denominati rispettivamente Storione e Salmone; il 12 marzo 1957 l'MSO 517, denominato Sgombro ed il 20 giugno successivo l'MSO 518, denominato Squalo.
La ricostruzione della Marina con l'aiuto americano, intanto, oltre che con la cessione del naviglio dismesso, veniva accompagnato da commesse per la costruzione presso i cantieri italiani di unità finanziate con fondi statunitensi, che oltre al potenziamento della Marina Militare, favorirono lo sviluppo di alcuni cantieri italiani, che finirono per ricevere anche commesse estere come quella per la costruzione dei cacciatorpediniere venezuelani della classe Almirante Clemente. Furono così costruite per la Marina Militare, tra il 1953 e il 1956 tre corvette della Classe Albatros, prime unità di scorta costruite in Italia nel dopoguerra, e due cacciatorpediniere della Classe Indomito e furono finanziate dagli USA anche due delle quattro fregate Classe Centauro entrate in servizio nel biennio 1957/58 in sostituzione delle Spica che venivano messe in disarmo. Alle tre corvette Albatros, se ne aggiunse nel 1961 una quarta, inizialmente costruita per la marina olandese e restituita dai Paesi Bassi agli Stati Uniti.
Tra le unità acquistate nel decennio una goletta dalla Francia che ribattezzata Palinuro, nella marina mercantile francese era stata adibita a peschereccio per la pesca del merluzzo e che dopo essere stata sottoposta dopo l'acquisto da parte italiana a lavori di trasformazione, è stata adattata a nave scuola per affiancare il Vespucci in sostituzione della Cristoforo Colombo ceduta all'Unione Sovietica in base alle clausole del trattato di pace.
Tra le unita minori vi è la costruzione della motocannoniera MC 490 nei cantieri di Monfalcone che fu un banco di prova per la sperimentazione di idee e soluzioni tecniche, ma non avendo dato le prove l'esito sperato, l'unità dopo varie trasformazioni assunse nel 1965 la configurazione di motosilurante e fu ribattezzata Folgore.

### Il nuovo programma di potenziamento della flotta
Nella seconda metà degli anni cinquanta furono emanate da parte dello Stato maggiore della Marina le direttive per un nuovo programma di potenziamento noto come Programma 1958, in cui venivano tracciate le future linee di sviluppo della Marina Militare, che non potendo contare, per motivi di bilancio, su un potenziamento quantitativo, puntava ad un'evoluzione qualitativa, con la realizzazione un numero limitato di piattaforme da equipaggiare con impianti e apparati all'avanguardia e innovativi rispetto allo standard navale europeo. Fu anche rivolto l'interesse verso il naviglio a propulsione nucleare, con il progetto per un sottomarino d'attacco battezzato Guglielmo Marconi che avrebbe dovuto avere un dislocamento in immersione di 3.400 tonnellate, una velocità massima in immersione di 30 nodi e una dotazione siluristica di 30 armi, ma senza la collaborazione degli Stati Uniti il progetto non avrebbe mai potuto concretizzarsi e con il rifiuto americano di collaborare, sulla base di una legge che vietava il trasferimento all'estero di conoscenze e tecnologie nucleari utilizzabili a fini militari il progetto fu abbandonato.
Il Programma 1958 prevedeva la realizzazione di:
- 3 incrociatori lanciamissili e portaelicotteri Classe Andrea Doria
- 2 cacciatorpediniere lanciamissili Classe Impavido
- 4 fregate portaelicotteri Classe Bergamini
- 4 sottomarini Classe Toti

Il programma prevedeva anche la ricostruzione/trasformazione dell'incrociatore Giuseppe Garibaldi in unità lanciamissili, e quella del sommergibile Bario con le unità che avrebbero dovuto entrare in linea all'inizio del decennio successivo.

#### La flotta degli anni sessanta
La scadenza degli obiettivi del Programma 1958 fu rispettata solamente per le fregate Bergamini per il sommergibile Bario ricostruito e ribattezzato Calvi ed il Garibaldi entrati in servizio nel biennio 1961/62 mentre la realizzazione delle rimanenti unità andò a rilento per le difficoltà finanziarie derivate dall'inevitabile aumento dei costi iniziali. Intanto proseguiva il potenziamento della flotta attraverso l'arrivo di unità provenienti dagli Stati Uniti, con l'arrivo dagli USA diverse di tre sommergibili ex classe Balao modernizzati nell'ambito del Programma GUPPY, con l'arrivo del primo nel 1960 ribattezzato Evangelista Torricelli e di altri due nel 1966 che furono ribattezzati Francesco Morosini e Alfredo Cappellini che avrebbero prestato servizio per un decennio. A beneficiare del materiale di provenienza statunitense fu quello delle unità di supporto logistico ed anfibio, con l'arrivo tra il 1957 e il 1970 di quattro unità che furono ribattezzate Etna, Anteo, Andrea Bafile e Pietro Cavezzale. Nel 1964 fu ricostituito il battaglione San Marco, dopo che i fucilieri di marina nel 1951 erano stati inquadrati in un'unità interforze Lagunari sciolta nel 1956.
Nel biennio 1963/64 entrarono finalmente in servizio i due Doria e i due Impavido e nel 1965 il San Giorgio, dopo un ciclo di lavori iniziati nel 1963 per essere adattato a nave scuola, rilevava in tale compito il Montecuccoli andato in disarmo l'anno precedente. Nello stesso anno, fu avviata la costruzione dei Toti, prime unità subacquee costruite in Italia nel dopoguerra, che sarebbero entrate in servizio nel 1968. Questi sottomarini la cui sigla NATO era SSK (simbolo di classificazione di scafo, hull classification symbol impiegato dalla Marina statunitense per indicare i sottomarini d'attacco, Hunter-Killer Submarine; la sigla è utilizzata per estensione anche per indicare sottomarini d'attacco di altre marine) sono stati progettati con caratteristiche antisommergibile per fronteggiare la minaccia rappresentata dai sommergibili sovietici.
Realizzazioni significative di questo periodo furono le fregate elicotteristiche Alpino, sviluppate sul progetto Bergamini che avevano un apparato propulsore di tipo CODOG, entrate in servizio nel 1967 con una di loro la Carabiniere ancora oggi in servizio per la sperimentazione di nuovi sistemi d'arma. Alte importanti realizzazioni furono le corvette De Cristofaro e per quanto riguarda il naviglio minore furono realizzate delle motocannoniere convertibili derivate dalle unità MC 490 il cui requisito operativo era il controllo dell'Adriatico ambiente che per le sue caratteristiche era ideale per queste unità, che veloci sottili ed in possesso di un adeguato armamento antinave erano in grado di tendere efficaci imboscate. Su queste unità furono sperimentati anche nuove armi come il cannone Otobreda 76 mm.
Alla fine del decennio, nel 1968 furono impostate le due unità missilistiche della classe Audace, ma la realizzazione più significativa del decennio, fu la costruzione dell'incrociatore lanciamissili portaelicotteri Vittorio Veneto entrato in servizio nel 1969 e destinato a ricoprire per oltre un decennio il ruolo di ammiraglia della flotta. La costruzione del Vittorio Veneto avfu in seguito all'annullamento della costruzione della terza unità della Classe Doria che avrebbe dovuto chiamarsi Dandolo e la cui costruzione fu annullata in quanto si è preferito optare per la costruzione di un'unità di maggiori dimensioni. Nel 1969 dagli Stati Uniti arrivarono anche due cacciatorpediniere della classe Fletcher per sostituire le due unità classe Benson. Le due unità furono ribattezzate Fante (D 561) e Lanciere (D 560), che però era in condizione talmente disastrose che fu cannibalizzata per pezzi di ricambio per le unità gemelle, imponendo l'acquisto di una terza unita entrata in servizio nel gennaio 1970, ribattezzata Geniere (D 555). Queste unità, che erano state sottoposte agli ammodernamenti del Programma FRAM per aumentarne le capacità antisommergibile e poter fronteggiare più efficacemente la minaccia dei sommergibili sovietici erano in cattive condizioni e rimasero in servizio solo per un quinquennio.
La situazione politico-militare nel Mediterraneo alla fine del decennio imponeva nuovi compiti alla Marina Militare con la guerra dei sei giorni che aveva finito per rafforzare l'influenza sovietica su alcune nazioni arabe del Medio Oriente, con Egitto e Siria in prima fila, con il conseguente consolidamento della presenza sovietica nel Mediterraneo orientale. L'espansionismo sovietico nel bacino del Mediterraneo fu ulteriormente favorito dal colpo di stato in Libia che aveva portato al potere Gheddafi ed in tale contesto diventava crescente l'importanza della Marina Militare Italiana, per le forze della NATO che operavano nella regione, e l'entità delle risorse che la Marina Militare poteva mettere a disposizione per migliorare le capacità d'intervento dell'alleanza in caso di crisi.

### Gli anni settanta e la legge navale
Gli anni settanta si aprivano con la messa in disarmo nel 1971 dell'ammiraglia Garibaldi e del San Marco, ex Giulio Germanico, mentre nel corso del decennio uscivano progressivamente di scena le corvette Gabbiano. Intanto la minaccia sovietica si materializzava nella squadra del Mediterraneo ed era appoggiata da una consistente forza aerea che aveva le sue basi sul litorale nord-africano, imponendo la necessità di adeguare lo strumento navale nazionale. Il bilancio era tuttavia carente e nel 1970, dei 1 510 miliardi destinati alla Difesa l'aliquota devoluta alla Marina fu di soli 200 miliardi, a causa di concezioni strategiche che privilegiavano le esigenze delle forze aeree e di terra che operavano in difesa del confine nord-orientale.

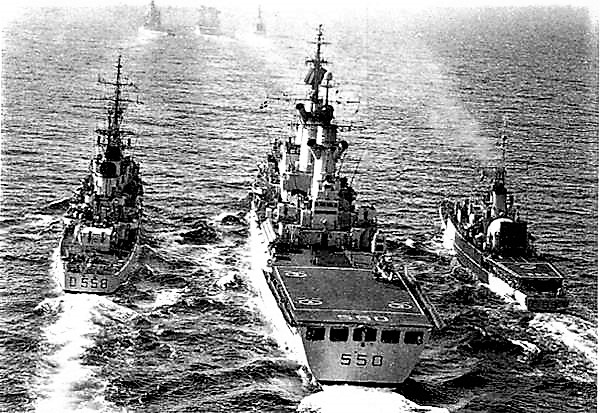
Una immagine di alcune navi della squadra navale italiana: da sinistra il cacciatorpediniere Impetuoso, l'incrociatore Vittorio Veneto e la fregata Bergamini, inizio anni settanta

Con gli esigui fondi destinati dal bilancio della difesa alla marina lo stato maggiore preferì concentrare le risorse disponibili sulla costruzione di nuove unità navali, limitando al massimo i lavori di ammodernamento sul naviglio in servizio. Il programma a medio termine da portare avanti con gli stanziamenti ordinari prevedeva la realizzazione di quattro fregate lanciamissili Lupo, due sottomarini classe Sauro, otto aliscafi  classe Sparviero, una rifornitrice di squadra classe Stromboli, una nave idrografica e altro naviglio d'uso locale fra cui due rimorchiatori d'altura e dieci costieri, mentre la componente aerea sarebbe stata potenziata con la graduale acquisizione di 28 elicotteri AB 212 da destinare alle unità di navali e con dodici SH-3D destinati alle basi a terra. Le modifiche alle unità in servizio furono limitate all'installazione sui Toti dei siluri A-184, già programmati per i battelli di nuova costruzione, e la trasformazione di dieci dragamine tradizionali in cacciamine.
Un parziale incremento della forza operativa si ebbe tra il 1972 e il 1974 con l'entrata in servizio delle unità della Classe Audace e con l'arrivo dagli Stati Uniti di quattro sommergibili, e due navi da sbarco. Quest'ultime formarono la classe Grado, mentre i quattro sommergibili appartenevano due alla classe Tench e due alla classe Tang. Le prime due, ribattezzate Primo Longobardo e Gianfranco Gazzana-Priaroggia, furono le prime unità del tipo GUPPY III mentre le unità della classe Tang, primi battelli di costruzione postbellica, furono ribattezzate Livio Piomarta e Romeo Romei. Le loro caratteristiche generali ne facevano delle unità ancora efficaci, ma, essendo sommergibili di tipo oceanico, le loro dimensioni ne rendevano problematico l'impiego in un teatro come il Mediterraneo e di conseguenza, analogamente a quanto era avvenuto con i precedenti battelli di provenienza americana, furono utilizzati prevalentemente per l'addestramento della componente subacquea nazionale e delle navi di superficie specializzate nella lotta antisommergibile.
La progressiva radiazione del naviglio più anziano non compensata dall'entrata in servizio di nuove unità ed il lento processo di ammodernamento in un'area sempre più difficile come il bacino del Mediterraneo, rendeva il compito della Marina Militare sempre più difficile, specie alla luce della situazione internazionale che con il riaccendersi, nel 1973, nella regione medio orientale, del conflitto arabo-israeliano, acuiva le tensioni sullo sfondo della guerra fredda, mentre più vicino all'Italia la Libia diventava sempre più minacciosa, soprattutto dopo l'attacco condotto nel settembre del 1972 da un Mirage libico contro la corvetta De Cristofaro, impegnata in una missione di vigilanza pesca. In questa situazione si manifestavano profondi disagi di carattere morale e materiale nel personale che operava in marina e a farsene portavoce fu lo stesso comandante in capo della Squadra Navale, Ammiraglio Gino Birindelli, in una conferenza stampa fatta a bordo dell'incrociatore Garibaldi nel febbraio 1970. Le dichiarazioni di Birindelli provocarono reazioni e prese di posizione, come quella in cui ben 800 ufficiali in servizio, in una lettera indirizzata al Capo di Stato Maggiore della Marina, esprimevano le proprie opinioni sullo stato della Marina Italiana, proponendo una serie di iniziative per accelerare un processo di risanamento ritenuto non più rinviabile.
Le dichiarazioni di Birindelli oltre a scatenare comprensibili reazioni portarono la classe politica a risolvere in maniera salomonica il problema dei salari, mantenendolo nei limiti del bilancio ordinario annuale; per effetto di una coperta troppo corta il nuovo Capo di Stato Maggiore della Marina ammiraglio Virgilio Spigai fu costretto, persistendo la carenza finanziaria, a ritirare dal servizio il naviglio più anziano e più oneroso da mantenere, tra cui il conduttore di flottiglia San Marco (D 563) e l'incrociatore Garibaldi, ad appena dieci anni dal suo rientro in servizio dopo la conversione in unità lanciamissili. Una ripercussione negativa si ebbe anche nel programma delle nuove costruzioni, per cui furono rimandate ad un futuro migliore le realizzazioni della terza unità della Classe Doria (l'incrociatore Trieste), di due fregate della classe “Alpino” (Perseo e Polluce), costruzioni che verranno cancellate, e di altri due unità della classe “Audace” (Animoso e Ardimentoso), che verranno invece realizzate con oltre un decennio di ritardo con significativi miglioramenti e che avrebbero costituito la Classe Durand de la Penne.
Un primo riconoscimento dell'importanza del ruolo della Marina Militare si ebbe con la nomina, nel 1972, dell'ammiraglio Eugenio Henke alla carica di Capo di Stato Maggiore della Difesa, che in precedenza era stata sempre assegnata a un generale dell'Esercito.
Nel novembre 1973, con la situazione politico-militare che si presentava in quel periodo nell'area mediterranea, in seguito alla guerra del Kippur e con la presenza sovietica sempre più massiccia nell'area, un'analisi effettuata dal Capo di Stato Maggiore della Marina ammiraglio Gino De Giorgi, considerava remota l'ipotesi di un conflitto globale che coinvolgesse i due blocchi, ma prospettava invece uno stato di conflittualità permanente caratterizzato da confronti regionali in cui il loro più probabile teatro di svolgimento sarebbe stato proprio il Mediterraneo, con la Marina che di conseguenza tra le forze armate sarebbe stata quella maggiormente in prima linea a dovere operare in tale contesto. Ai compiti che tradizionalmente spettavano alla Marina, inoltre se ne aggiungevano altri, come la protezione dei pescherecci nazionali, spesso oggetto di attacco da parte di unità navali di stati nord-africani, il rifornimento idrico delle isole minori, operazioni di ricerca e soccorso ed attività di ricerca idroceanografica. Tutti questi compiti richiedevano una flotta molto diversificata e in grado di reggere ad un così gravoso logorio d'impiego e l'analisi metteva in evidenza l'impossibilità da parte della Marina Militare a poter proseguire nella strada del rinnovamento della propria flotta, a causa della carenza dei bilanci ordinari.
Queste esigenze furono pubblicate in un documento intitolato Prospettive ed orientamenti di massima della Marina Militare per il periodo 1974-84, noto come Libro Bianco della Marina.
Il documento evidenziava come una volta completato il programma costruttivo ordinario, tenendo conto delle unità che si sarebbero dovute ritirare dal servizio entro la metà degli anni ottanta era indispensabile il ricorso ad uno stanziamento straordinario di fondi per consentire, nell'arco di un decennio, la realizzazione di ulteriori unità indispensabili per mantenere un ragionevole livello di efficienza e credibilità. Tale documento avrebbe portato di lì a qualche anno alla Legge Navale del 1975 che sarebbe stato il presupposto di un sostanziale ammodernamento della flotta della Marina Militare.
Il disegno di legge che fu formulato per soddisfare queste esigenze prevedeva uno stanziamento di 1 000 miliardi scaglionati in dieci anni, tramite il quale sarebbe stato possibile l'acquisizione di nuove unità così ripartite:
- 1 portaerei leggera per velivoli V/STOL ed elicotteri, il Garibaldi, costruita per rimpiazzare gli incrociatori Doria e Duilio
- 2 battelli Classe Sauro IIª Serie, per compensare la radiazione delle unità ex USA
- 2 cacciatorpediniere lanciamissili, per la sostituzione delle unità della Classe Indomito
- 8 fregate lanciamissili portaelicotteri Classe Maestrale, in sostituzione delle unità Centauro e Bergamini
- 6 aliscafi tipo Sparviero
- 1 unita rifornitore di squadra tipo Stromboli da affiancare a quella già prevista dal programma ordinario
- 1 Nave d'assalto anfibio
- 10 cacciamine di nuova progettazione
- 1 nave salvataggio

Vi era poi un'ulteriore aliquota di elicotteri medi e pesanti, da destinare sia alle unità portaelicotteri di nuova costruzione che ai gruppi di volo basati a terra.
La Legge Navale che dava attuazione al programma fu approvata dal Parlamento il 22 marzo 1975 con un'ampia maggioranza e si rivelò di grande importanza anche per l'industria cantieristica nazionale, permettendo la promozione e l'esportazione di una notevole quantità sia di unità navali sia dei sistemi associati, consentendo alle aziende italiane che operavano nell'equipaggiamento delle unità navali di cogliere lusinghieri successi sui mercati di tutto il mondo. Risalgono a quel periodo le commesse di Perù e Venezuela per esemplari della classe Lupo e di Libia ed Ecuador per le corvette Fincantieri, mentre un discorso a parte merita la più grossa delle commesse fatte ai cantieri italiani, quella degli iracheni, che alla fine fu per la diplomazia italiana causa di grossi problemi. Per la marina venezuelana furono realizzati negli stessi, anni nei cantieri navali italiani, anche i lavori di ammodernamento delle navi della Classe Almirante Clemente, costruite in Italia negli anni cinquanta, con alcune unità di questa classe che erano ancora in servizio attivo all'inizio del nuovo millennio e che solo recentemente sono state poste in disarmo. Una grossa occasione perduta fu invece quella dell'ammodernamento della flotta argentina, con gli argentini che accolti con ostilità in Italia, alla fine si rivolsero ai cantieri tedeschi che si aggiudicarono la grossa commessa.

### L'applicazione della legge navale e gli anni ottanta
Al momento dell'entrata in vigore della Legge Navale la Marina Militare si prodigò per tramutare in atti concreti le linee guida del Libro Bianco e successivamente sancite dal Parlamento, ma l'elevata inflazione di quel periodo erose in parte il finanziamento iniziale di 1 000 non consentendo la completa realizzazione del programma. Alla fine del 1977 i contratti stipulati dalla Marina Militare con i cantieri e le industrie nazionali riguardavano la costruzione di una nave rifornitrice di squadra, sei fregate lanciamissili Maestrale, due sottomarini Classe Sauro, una nave di salvataggio, sei aliscafi tipo Sparviero e 27 elicotteri, impegnando così 765 miliardi dei 1 000 previsti. Tra le unità da appaltare ai cantieri, la più costosa era la portaerei Garibaldi il cui costo preventivo era di 160 miliardi, mentre le più economiche erano i cacciamine il cui costo preventivo era di 13 miliardi ciascuno. L'aumento dei costi che impose a quel punto un ridimensionamento dei programmi iniziali, per cui lo Stato Maggiore nello spendere i restanti 235 miliardi diede priorità alla costruzione del Garibaldi e di un primo gruppo di quattro cacciamine, impegnando un totale di 212 miliardi e rinviando la realizzazione dei due cacciatorpediniere lanciamissili, di due delle otto fregate, della nave d'assalto anfibio e degli altri cacciamine. La cosa avrebbe significato il forzato allungamento del periodo di servizio per diverse unità, fra cui i due Impavido e le due unità da sbarco della Classe Grado, mentre sarebbe stato necessario aggiornare le previsioni di spesa per la quelle navi la cui costruzioni veniva rinviata.
Dopo dieci anni dall'approvazione della Legge Navale del 1975, erano entrati in servizio la portaerei Garibaldi, due sommergibili Sauro, le otto fregate Maestrale, sei aliscafi Sparviero, i primi quattro cacciamine della Classe Lerici, il secondo rifornitore di squadra tipo Stromboli e la nave salvataggio Anteo, mentre non era ancora iniziata la costruzione dei due cacciatorpediniere lanciamissili e del secondo gruppo di sei cacciamine.
I programmi a breve termine dello Stato Maggiore intanto prevedevano l'ammodernamento della classe Audace  e la costruzione di una IIIª serie di due sommergibili Sauro, di un terzo rifornitore di squadra, e di quattro corvette Minerva.
L'inizio del decennio aveva visto l'uscita di scena del San Giorgio, posto in disarmo e sostituito nei compiti di nave scuola dall'incrociatore Caio Duilio, mentre la fine del decennio, vedeva l'entrata in servizio nella prima parte del 1988 delle navi da sbarco San Giorgio e San Marco in sostituzione delle unità della Classe Grado e sancire con la Legge 26 gennaio 1989, ratificata dal presidente Cossiga il successivo 1º febbraio, la costituzione di un'aviazione navale imbarcata, con la scelta del velivolo che cadde sull'AV-8B Harrier. Entrarono poi in servizio le corvette della Iª Serie della Classe Minerva ed avviata la costruzione della IIª Serie, così come fu avviata la costruzione dei pattugliatori d'altura della Classe Cassiopea, la cui prima unità entrò già in servizio nel 1989, anno in cui fu avviata la costruzione dei cacciatorpediniere lanciamissili Animoso e Ardimentoso destinati a sostituire i due Impavido e furono completati i lavori di ammodernamento, iniziati nel 1987, di Audace e Ardito.

#### Gli impegni internazionali
La fine del decennio precedente aveva la Marina Militare protagonista, nell'estate del 1979, di un'alta azione umanitaria lontano dalle acque italiane in favore dei Boat people del Vietnam quando un gruppo navale formato dagli incrociatori Vittorio Veneto e Andrea Doria e dal rifornitore di squadra Stromboli si rese protagonista del salvataggio di quasi mille naufraghi nel Mar Cinese Meridionale. In questa occasione alla bandiera della Marina Militare fu conferita la medaglia d'oro per i benemeriti della salute pubblica prima decorazione ottenuta dopo la seconda guerra mondiale.
Furono però gli anni ottanta che videro i primi impegni della Marina Militare in missioni internazionali, con l'invio nell'aprile del 1982 di un gruppo navale di pattugliamento, a Sharm el-Sheikh nel golfo di Aqaba, nell'ambito della Forza Multinazionale e di Osservatori delle Nazioni Unite per il rispetto degli accordi di Camp David. Successivamente la Marina Militare partecipò alla missione in Libano dal settembre 1982 al marzo 1984 in operazioni di pattugliamento davanti alle coste libanesi e di scorta al naviglio mercantile e militare impiegato per il trasporto dall'Italia dei reparti dell'Esercito e del Battaglione San Marco, che nel corso della missione di pace perse un suo operativo, il marò Filippo Montesi. Nell'agosto 1984 poi, dopo che alcune esplosioni di mine navali nel Mar Rosso nella zona immediatamente a sud del Canale di Suez provocarono l'interruzione della navigazione commerciale, la Marina Militare partecipò alle operazioni di bonifica con l'invio di un gruppo navale formato da tre cacciamine e dalla nave appoggio Cavezzale.
La seconda metà del decennio vide per la marina impegni sempre più gravosi nei nuovi scenari che andavano profilandosi. Se nel 1985, con l'irrompere sulla scena internazionale di Michail Gorbačëv, tra Est e Ovest iniziava un periodo di distensione, il Mediterraneo rimaneva sempre un'area di confronto fra le due superpotenze e la diffusione dell'integralismo islamico fortemente anti-occidentale ed anti-americano era causa di forti tensioni ed instabilità. Con il sequestro dell'Achille Lauro avvenuto il 7 ottobre 1985 ad opera di un gruppo terroristico palestinese, la mobilitazione che ne seguì, denominata Operazione Margherita vide un'ampia partecipazione della Marina, e la circostanza evidenziò la necessità di una più efficace componente aerea per il pattugliamento marittimo a largo raggio. Successivamente, in seguito alle tensioni e alla crisi tra Stati Uniti e Libia, il 15 aprile 1986 vi fu un attacco missilistico contro la stazione LORAN gestita dagli Stati Uniti sull'isola di Lampedusa: L'attacco evidenziò la scarsa efficacia delle rete di allarme radar e la mancanza di una qualsiasi forma di difesa contro attacchi missilistici. Scattò quindi un'operazione di dispiegamento nel Canale di Sicilia di naviglio d'altura con funzioni di controllo radar denominata operazione girasole che aveva come scopo quello di estendere quanto più possibile verso sud la sorveglianza antiaerea ed antimissile. Ma un altro impegno attendeva le unità italiane e questa volta in uno scenerio operativo ben più distante dalla madrepatria.

##### Operazione Golfo 1
Dopo anni di guerra il Golfo Persico era balzato alla ribalta dell'opinione pubblica mondiale quando Iran ed Iraq estesero le ostilità al traffico marittimo commerciale coinvolgendo anche navi appartenenti a nazioni neutrali. e tra queste fu anche coinvolta la motonave italiana Jolly Rubino, attaccata da parte dei Guardiani della rivoluzione iraniani, e la cosa spinse la Marina Militare ad inviare un contingente nell'area, formato da fregate, unità logistiche e cacciamine impegnate in operazioni di scorta al naviglio mercantile e di bonifica da mine navali.
La missione, denominata Operazione Golfo 1, iniziata il 15 settembre 1987 si concluse entro la fine dell'anno successivo con il rientro delle ultime unità impegnate nelle operazioni di bonifica. Nei quindici mesi della missione le unità della Marina Militare assicurarono protezione delle unità mercantili nazionali, garantendo loro condizioni di piena sicurezza, salvaguardando il diritto alla libera navigazione in acque internazionali. Al termine della missione la bandiera della Marina Militare fu decorata con la croce di cavaliere dell'Ordine militare d'Italia.
Il risultato della missione, ampiamente positivo, confermava la bontà delle scelte a suo tempo operate per l'ammodernamento della flotta ma rendeva evidente l'improrogabile necessità di un terzo rifornitore di squadra.

### Gli anni novanta

#### Ritorno nel Golfo
Gli anni novanta iniziarono per la Marina Militare con un ritorno nel Golfo Persico. Dopo che era terminata nel settembre 1988 la guerra Iran-Iraq, il 2 agosto 1990 il ra'īs iracheno Saddam Hussein invase il vicino stato del Kuwait in nome di un'antica pretesa di Baghdad di recuperare un territorio che era stato in età più antiche dipendente dal Governatorato iracheno di Bassora in età ottomana. L'invasione provocò le immediate sanzioni da parte dell'ONU che lanciò un ultimatum, imponendo il ritiro delle truppe irachene. La richiesta non conseguì risultati e il 17 gennaio 1991 iniziò la Guerra del Golfo e le navi della Marina Militare si trovarono a far parte della coalizione internazionale. Sin dall'agosto del 1990 il governo italiano deliberò l'invio delle fregate Orsa e Libeccio, del rifornitore di squadra Stromboli e di due corvette Minerva a cui si aggiunsero a settembre, otto cacciabombardieri Tornado e la fregata Zeffiro. Altre unità in seguito parteciparono alle operazioni avvicendandosi alle altre, tra cui l'Audace e varie unità Lupo e Maestrale, con Orsa e Stromboli che sulla via del ritorno furono impegnate nell'evacuazione di cittadini italiani e di altri stati europei dalla Somalia. Dislocate nelle acque del Golfo Persico, le unità italiane assicurarono, in concorso con le altre Forze Multinazionali, l'applicazione delle risoluzioni del Consiglio di Sicurezza delle Nazioni Unite, partecipando al controllo dell'embargo, conducendo azioni di controllo del naviglio sospetto e potenzialmente ostile. Successivamente, durante la fase delle operazioni militari, le unità italiane in concorso con altre forze navali contribuirono alla protezione diretta delle principali unità della forza multinazionale. Al termine delle operazioni militari poi, ripresero l'attività di embargo, partecipando allo stesso tempo alla bonifica delle acque del Golfo dai campi minati. Per questa missione, durata esattamente un anno e terminata nell'agosto del 1991, la bandiera della Marina Militare fu nuovamente decorata con la croce di cavaliere dell'Ordine militare d'Italia.

#### Missioni e nuovi compiti operativi
Successivamente la Marina Militare prese parte insieme all'Esercito e all'Aeronautica con l'invio del battaglione san Marco alla missione Ibis svolta tra il maggio 1993 e il marzo 1994 nell'ambito della missione delle Nazioni Unite UNOSOM II, che a sua volta era parte dell'operazione Restore Hope il cui compito era quella di fornire, facilitare e proteggere gli aiuti umanitari in Somalia e il monitoraggio del cessate il fuoco ottenuto con la mediazione ONU nel conflitto civile somalo nei primi anni novanta.
Altro fronte in cui le unità della Marina Militare sono state impegnate è quello della lotta all'immigrazione clandestina in Adriatico e nel canale di Sicilia, in cui spesso le navi della Marina sono state protagoniste di salvataggi dei naufraghi di questi viaggi. Nell'ambito della lotta all'immigrazione selvaggia ed in seguito alla crisi scoppiata in Albania, nel 1997 si svolse l'Operazione Alba che vide la partecipazione in varia misura di undici nazioni, con lo sbarco di truppe e mezzi oltre che di aiuti umanitari alla popolazione albanese. Questa fu la prima missione internazionale a guida italiana e la Marina vi partecipò con le proprie unità e con unità della Guardia Costiera per la parte marittima e contribuendo con il battaglione san Marco alle operazioni terrestri. Al termine della missione, svolta dal 3 marzo al 12 agosto del 1997, la bandiera della Marina Militare fu ancora una volta decorata con la croce di Cavaliere dell'Ordine Militare d'Italia.
Il battaglione san Marco è stato presente anche in Kosovo e in Eritrea come deterrente durante la guerra con l'Etiopia, mentre nel 1999 un gruppo di incursori del COMSUBIN trasportato da nave san Giusto è stato inviato durante la crisi di Timor Est.

#### La flotta degli anni novanta
Per quanto riguarda le unità in servizio l'inizio del decennio vide l'entrata in servizio della II serie della classe Minerva e della II serie della classe Cassiopea e l'uscita di scena dei Doria e dei due Impavido. Nel 1993 entrarono in servizio i due cacciatorpediniere de la Penne che inizialmente battezzati Animoso e Ardimentoso al momento della loro entrata in servizio furono intitolati alle medaglie d'oro al valor militare Luigi Durand de la Penne e Francesco Mimbelli. Nel 1991 veniva avviata la costruzione di una terza unità anfibia la San Giusto che entrata in servizio nell'aprile del 1994 oltre ai compiti di squadra svolge il ruolo di nave scuola per gli allievi del secondo anno dell'Accademia Navale di Livorno sostituendo nel compito l'incrociatore Caio Duilio andato in disarmo nel 1990. Nel 1995 viene avviata la costruzione del terzo rifornitore di squadra, battezzato Etna ed entrato in servizio nel 1998.
Tra il 1994 e il 1996 sono entrate in servizio quattro unità della Classe Soldati. Si tratta delle unità tipo Lupo, che inizialmente erano state costruite per l'Iraq ed erano state consegnate alla Marina Irachena, ma dato l'embargo restarono bloccate in Italia e conseguentemente non furono pagate dal committente e su di esse ha vissuto per anni un ridotto equipaggio iracheno in attesa che si risolvesse la questione.
Queste quattro unità alla fine sono entrate a far parte della Marina Militare grazie ad un compromesso, poiché i cantieri andavano pagati per il lavoro fatto e gli iracheni certamente non lo avrebbero fatto, dato che non potevano prendersi le navi, quindi alla fine il governo italiano, dietro confisca, acquistò la proprietà delle navi pagando i cantieri e le unità, dopo un fermo decennale, passarono di proprietà nel 1994, venendo assegnate alla Marina che le introdusse in servizio solo dopo un ciclo di lavori di ampia modifica dei sistemi di bordo, sia perché diversi apparati erano incompatibili con le normative NATO, sia per consentire a queste navi l'adeguamento del livello tecnico-operativo a quello delle altre unità in servizio, con interventi sui sistemi di comando e controllo, sui sistemi di telecomunicazione e sui sensori di scoperta radar e acustici. La differenza sostanziale con le Lupo risiede nel fatto che queste unità non sono dotate di alcun armamento per la lotta antisommergibile ed in considerazione di ciò, le unità sono impiegate ed ufficialmente classificate come pattugliatori di squadra, definizione piuttosto estemporanea e rara nelle moderne marine occidentali, ma queste unità, essendo grossi mezzi di superficie, sono difficilmente collocabili da un punto di vista classificativo. Nonostante le vicissitudini legate alla loro acquisizione, queste unità sono state impiegate intensamente sin dai primi anni di servizio nella Marina italiana.
Per quanto riguarda i sommergibili, la Marina, alla fine degli anni ottanta aveva avviato lo studio per un nuovo sottomarino nazionale, denominato, progetto S 90, che però non portò a nessun risultato, così, per compensare parzialmente la progressiva dismissione delle unità della classe Toti nel corso degli anni novanta, quando il progetto Sauro originale era divenuto ormai obsoleto, si è fatto ricorso ad una 4ª serie della classe Sauro.

### La Marina Militare nel nuovo millennio

#### Missioni internazionali
Il nuovo millennio si apre per la Marina Militare con nuove sfide imposte dagli scenari internazionali venutisi a creare in conseguenza degli attentati dell'11 settembre 2001 e la guerra al terrorismo che l'Occidente si è trovato a dovere affrontare.
In seguito all'intervento americano in Afghanistan, principale base dell'organizzazione terroristica al-Qa'ida, che ha portato all'abbattimento del regime dei talebani l'Italia è presente in Afghanistan nell'ambito dell'ISAF, la forza internazionale per il mantenimento della pace con base a Kabul, con reparti dell'esercito e per la Marina Militare del battaglione San Marco. Nel corso del 2005 l'Italia si è trovata al comando di quattro missioni multinazionali: in Afghanistan, in Bosnia ed Erzegovina, in Kosovo e in Albania.
La Marina ha partecipato ampiamente alla lotta al terrorismo prendendo parte, oltre che con il battaglione San Marco, con le sue unità navali alle operazioni Active Endeavour nel Mediterraneo, Antica Babilonia nel golfo Persico, Enduring Freedom nel golfo Persico e nell'oceano Indiano e partecipando alla lotta alla pirateria ed in difesa dei traffici marittimi e della libertà di navigazione nella zona del corno d'Africa e del golfo di Aden. Tutte le principali unità della Marina Militare hanno preso parte a queste missioni.
Nell'estate 2006 la Marina Militare è stata una delle prime marine militari ad intervenire nella crisi del Libano. Il cacciatorpediniere Durand de la Penne, in esercitazione in Grecia, è stata tra le prime unità neutrali ad entrare nel porto di Beirut per l'evacuazione dei connazionali ed altri europei verso l'isola di Cipro con ben due viaggi. Successivamente è intervenuto il battaglione San Marco, con l'unità da sbarco San Giorgio che ha permesso il trasporto di beni di prima necessità per la popolazione in guerra oltre all'evacuazione di altri connazionali. A settembre, sotto l'egida dell'ONU all'interno della missione UNIFIL 2, le navi Garibaldi, San Giusto, San Marco e San Giorgio, in pratica l'intera flotta tuttoponte. scortate dalla corvetta Fenice hanno sbarcato sulla spiaggia di Tiro la forza d'ingresso, le truppe anfibie della nuova Forza di Proiezione dal Mare (FPM) composte dal San Marco e dei Lagunari, del contingente di pace italiano. La missione ha preso il nome di Operazione Leonte.

#### La flotta del nuovo millennio
Per quanto riguarda la flotta il progetto di ammodernamento più importante è quello sviluppato in cooperazione con la Francia con i programmi Orizzonte e FREMM.

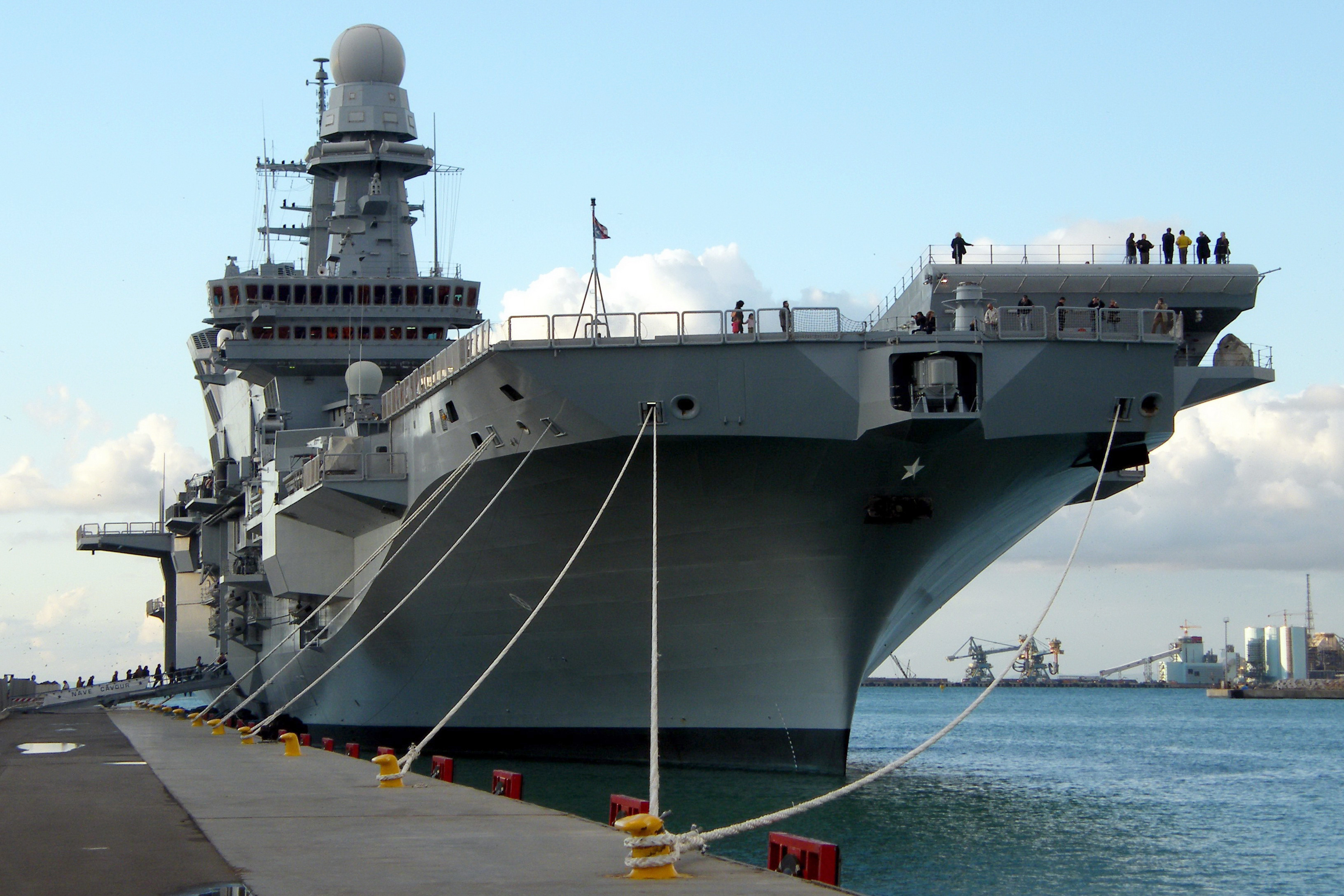
La portaerei "Cavour"

Per la parte italiana sono state costruiti due cacciatorpediniere del tipo Orizzonte che hanno sostituito i due Audace e dieci fregate multiruolo tipo FREMM che andranno a sostituire le fregate tipo Lupo e Maestrale. Le due Orizzonte denominate Andrea Doria e Caio Duilio sono state varate a Riva Trigoso rispettivamente il 15 ottobre 2005 e 23 ottobre 2007. La prima unità è stata consegnata il 22 dicembre 2007 e dopo le prove del sistema di combattimento dovrebbe entrare in servizio nel 2012, mentre la seconda unità è stata consegnata il 3 aprile 2009. Queste unità entreranno in squadra in sostituzione dei due Audace che il 28 settembre 2006 hanno fatto il loro ultimo ammaina bandiera.
Per quanto riguarda le FREMM, le dieci fregate italiane, verranno costruite in due serie, di cui una di quattro unità con specializzazione ASW ed un'altra di sei con vocazione multiruolo. Le unità italiane, con le undici francesi permetteranno di poter disporre a livello europeo di una forza omogenea, riducendo notevolmente i costi di esercizio. Le FREMM prenderanno il posto delle Maestrale, ancora in servizio, e delle Lupo, che dopo essere state messe in disarmo, rivendute al Perù, stanno vivendo, a dimostrazione della bontà del progetto, una seconda vita, affiancando le unità dello stesso tipo di cui disponeva già la marina peruviana, mentre la Vittorio Veneto, non più operativa dal 2003, ed andata in disarmo nel 2006, è destinata a diventare nel 2011, in occasione del 150º anniversario del Regno d'Italia, nave museale così come è successo per i sommergibili Toti e Dandolo.
Sono usciti di scena gli aliscafi Sparviero sostituiti da 4 unità denominate Nuove Unità Minori Combattenti e 3 dei 4 Sauro delle prime due serie sostituiti dai 2 Todaro di progettazione italo-tedesca.
La Marina Militare inoltre collabora con la marina russa nella realizzazione del sommergibile S1000: questa collaborazione apre nuove frontiere per la Marina.
Il 10 giugno 2009 è entrata in servizio la nuova portaerei Cavour, che si affianca alla portaerei leggera Garibaldi.
Nel 2010 otto nazioni nel mondo mantengono portaerei in servizio attivo: Stati Uniti, Regno Unito, Italia, Russia, Francia, Spagna, Brasile ed India.
Solamente le prime tre (Stati Uniti, Regno Unito ed Italia) hanno attualmente due o più portaerei nelle rispettive flotte.

## Comandanti della flotta
Il "Comandante in Capo delle Forze Navali", era l'ammiraglio al comando della flotta della Marina Militare, di stanza a Taranto. Dal 15 
gennaio 1952 fu sostituito dal Comandante in Capo della Squadra Navale (CINCNAV).
- Romeo Oliva (1947 - 14 dicembre 1950)
- Massimo Girosi (1950 - 15 gennaio 1952)
- Amm. Manfredi (1952)